# Batalla de Kloster Kampen
La batalla de Kloster Kampen, también llamada de Kloster Kamp o de Campen, fue una batalla con victoria táctica francesa sobre un ejército británico y aliado en la Guerra de los Siete Años. Las fuerzas aliadas se vieron obligadas a abandonar el campo de batalla.

## Preludio

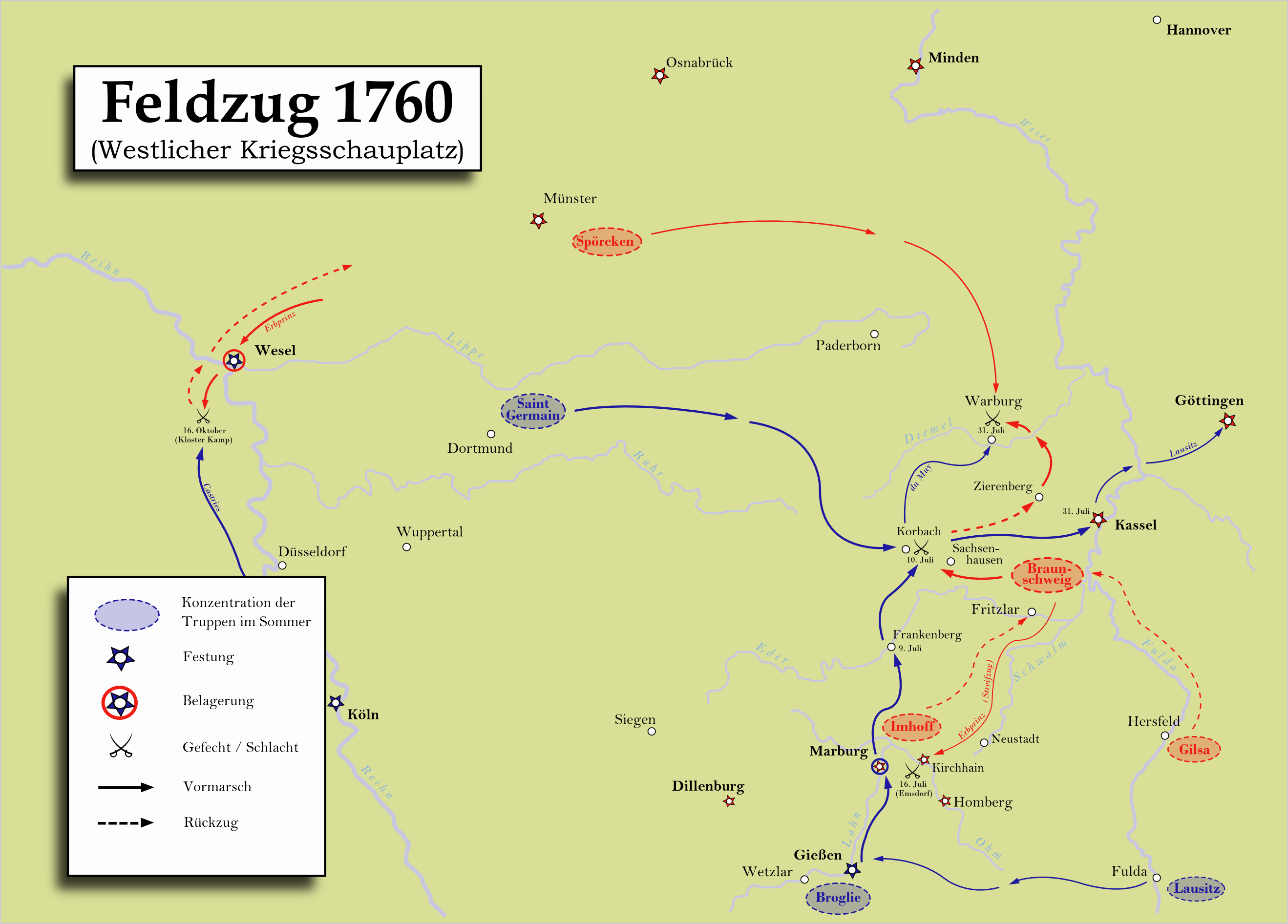
En azul los movimientos franceses

Durante el otoño de 1760 el duque Ferdinand de Brunswick, comandante del ejército aliado, vio que las tropas francesas amenazaban Hannover. Hizo una maniobra de diversión que consistió en enviar a 20 000 hombres comandados por el Erbprinz de Brunswick para atraer al ejército francés y llevarlo hacia el oeste. El comandante francés se preparó para defender la ciudad de Wesel, en la orilla oriental del Rin, quemando el puente sobre el Rin en la desembocadura del Lippe, mientras el marqués de Castries se apresuraba con refuerzos adicionales para aliviar a la guarnición.
El Príncipe de Brunswick estableció un asedio formal de Wesel construyendo dos puentes de pontones sobre el río. Resolvió reunirse con el ejército de Castries alrededor del área de Kloster Kampen al oeste del río. El comandante general George Augustus Eliott comandó la vanguardia de aproximación, 2 escuadrones de húsares prusianos, los dragones reales, los dragones de Inniskilling junto con los regimientos 87.° y 88.° de Highlanders. La principal fuerza atacante constaba de 2 batallones de granaderos, el 20.º de infantería, el 23.º Royal Welch Fusiliers, el 25.º de infantería, 2 batallones de hannoverianos y 2 batallones de hessianos.
Detrás del cuerpo principal del ejército había una fuerza de caballería, el 10.º regimiento de dragones y 10 escuadrones de caballería de Hannover y de Hesse. Una fuerza de reserva de los regimientos de infantería 11.º, 33.º y 51.º con 5 batallones de hessianos estaba a algunas millas detrás del cuerpo principal del ejército.

## Batalla
La batalla comenzó en mitad de la noche cuando la vanguardia del ejército expulsó a los franceses del convento de Kloster Kampen y tomó el puente sobre el canal. El ruido de las armas al resistir los franceses el ataque alertó al grueso del ejército francés. El alba apareció mientras los regimientos de infantería británicos y alemanes se encaminaban hacia el ataque, con los Highlanders atacando los flancos del ejército francés y haciéndolo retroceder.
El marqués de Castries llevó a sus reservas y reagrupó los regimientos en retirada; entonces lanzó una contraofensiva contra la infantería aliada. El ataque francés rompió la formación de los regimientos británicos y alemanes. Los franceses forzaron la retirada de británicos y alemanes hacia el otro lado del canal. Las reservas aliadas fueron puestas en marcha pero, debido a la distancia, les tomó tiempo y los franceses arreciaron su arremetida.

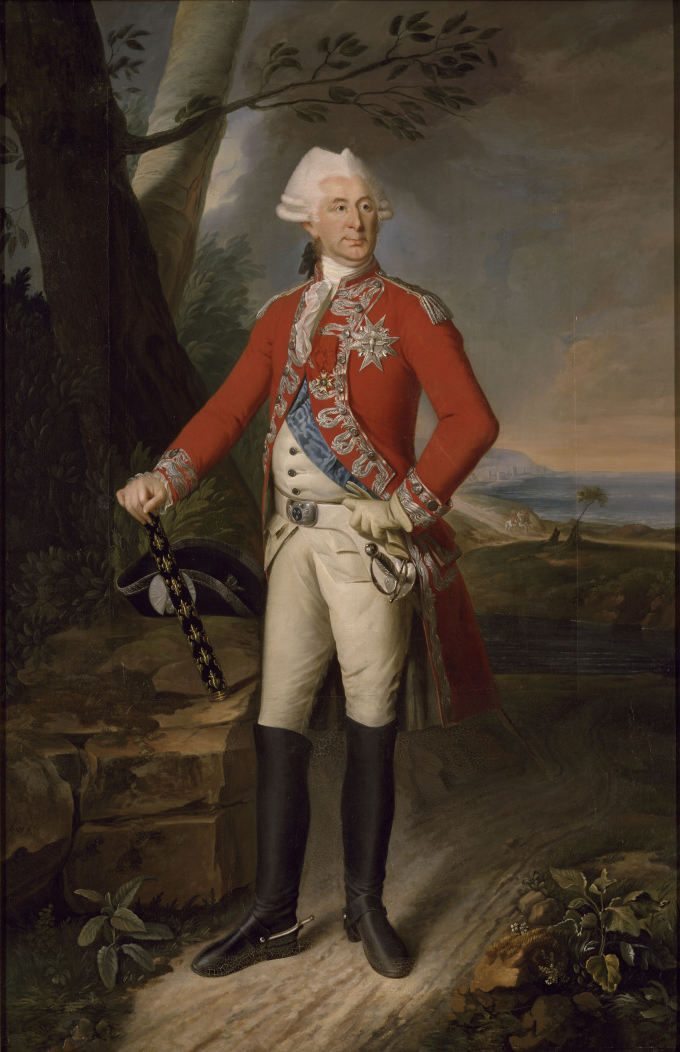
El marqués de Castries

En el extremo oeste del canal, Eliott dirigió los tres regimientos británicos de caballería en una carga que interrumpió el avance francés y que permitió a la infantería aliada en retirada alcanzar de nuevo la orilla norte. Las reservas formaron un cordón que ayudó a que se reagrupara la infantería aliada. Fue en este punto en el que el príncipe de Brunswick ordenó la retirada de los aliados al otro lado del Rin. Desafortunadamente, al llegar al río descubrió que el puente de pontones necesario para pasarlo había sido arrastrado por la corriente y que necesitaba dos días para efectuar el cruce. Los franceses no continuaron explotando su éxito y eso permitió a los aliados completar su retirada sobre el Rin.

## Consecuencias
La derrota aliada causó decepción en Gran Bretaña donde se esperaban mejores noticias debido al gran incremento del ejército de Federico. Esto hizo que surgieran dudas sobre el liderazgo del ejército aliado por parte de Fernando, aunque éste había estado comandando una fuerza numéricamente inferior durante la campaña, y posteriormente conseguiría victorias en las batallas de Warburg, Vellinghausen y Wilhelmsthal, defendiendo con éxito a Hanóver de una invasión.